# 宮中取水ダム
宮中取水ダム（みやなかしゅすいダム）は、新潟県十日町市（旧中魚沼郡中里村）、一級河川・信濃川本流中流部に建設された重力式コンクリートダムである。
東日本旅客鉄道（JR東日本）エネルギー管理センターが管理する企業私有ダム。高さ16.4 m（メートル）の重力式コンクリートダムで、河川法で規定されるダムとしては信濃川本川に建設された唯一の存在である。水力発電を目的としており、下流の千手・小千谷・新小千谷の3発電所において、合計約45万 kW（ワット）の発電を行い、首都圏の大動脈である山手線・中央線などの運転に必要な電力の約23 %（パーセント）を生み出している。ダムによって形成された人造湖には、名称が付けられていない。
2008年（平成20年）9月に発覚した不正取水問題によって、国土交通省から水利権取り消しの行政処分が下され、2010年（平成22年）まで利用不能となった。

## 概要
大正時代、日本の鉄道網が次第に延伸していくにつれて、電車の動力源である電力確保の必要性に迫られた鉄道省（後の日本国有鉄道、JR東日本の前身）は、首都圏に敷設した鉄道網への安定した電力供給を図るべく、水量の豊富な信濃川水系に水力発電所を計画し、電力需要を確保して、さらなる路線整備を目指した。
1920年（大正9年）、宮中取水ダムは下流に建設した千手発電所（せんじゅはつでんしょ）の取水ダムとして、日本一の大河・信濃川本川に建設を開始し、1938年（昭和13年）に落成するまで、18年の歳月がかかった。
これらダム及び西大滝ダムの完成により、上流の千曲川流域へのサケの遡上は、激減していく。
2009年（平成21年）3月に、水利権の取り消しにより全門が開かれ、70年ぶりに信濃川が元通りの水量に復活、ダムの上流に遡上するサケ・アユが大幅に増加した。
2016年（平成28年）に「信濃川 千手水力発電所施設群」の一部として、土木学会選奨土木遺産に選ばれる。

## 発電設備
宮中取水ダム左岸より取り入れられた水は浅河原調整池（アースダム、37.0 m）を経由し、まず千手発電所で発電に利用される。その水は下流の山本調整池を経由し、1951年（昭和26年）完成の小千谷発電所（おぢやはつでんしょ）でも発電される。同地点には1990年（平成2年）に新小千谷発電所（しんおぢやはつでんしょ）が完成し、新たに新山本調整池（ロックフィルダム、42.5 m）が設けられた。
新小千谷発電所から放流された水を逆調整するため、JR東日本は長岡市に建設省（現・国土交通省北陸地方整備局）が1990年（平成2年）に完成させた妙見堰を利用し、国土交通省（河川局・道路局）と妙見堰を共同管理している。
宮中取水ダムから取水された信濃川の水により、千手・小千谷・新小千谷の三発電所合計で認可出力449,000 kWの発電を行い、北陸地方でも屈指の発電量を誇る水力発電所となっている。
この三発電所は総称して信濃川発電所（しなのがわはつでんしょ）と呼ばれている。なお、宮中取水ダムよりすぐ上流にも同名の信濃川発電所が存在しているが、これは東京電力が建設した水力発電所である。
JR東日本は電車に使用する年間発電量の58 %を自家発電でまかなっているが、その40 %にあたる14.4億 kWh/年は、この3発電所によるものである。信濃川で発電された電力は送電線・変電所を経由し、山手線・中央線・京浜東北線など首都圏における枢要交通機関を支えている。

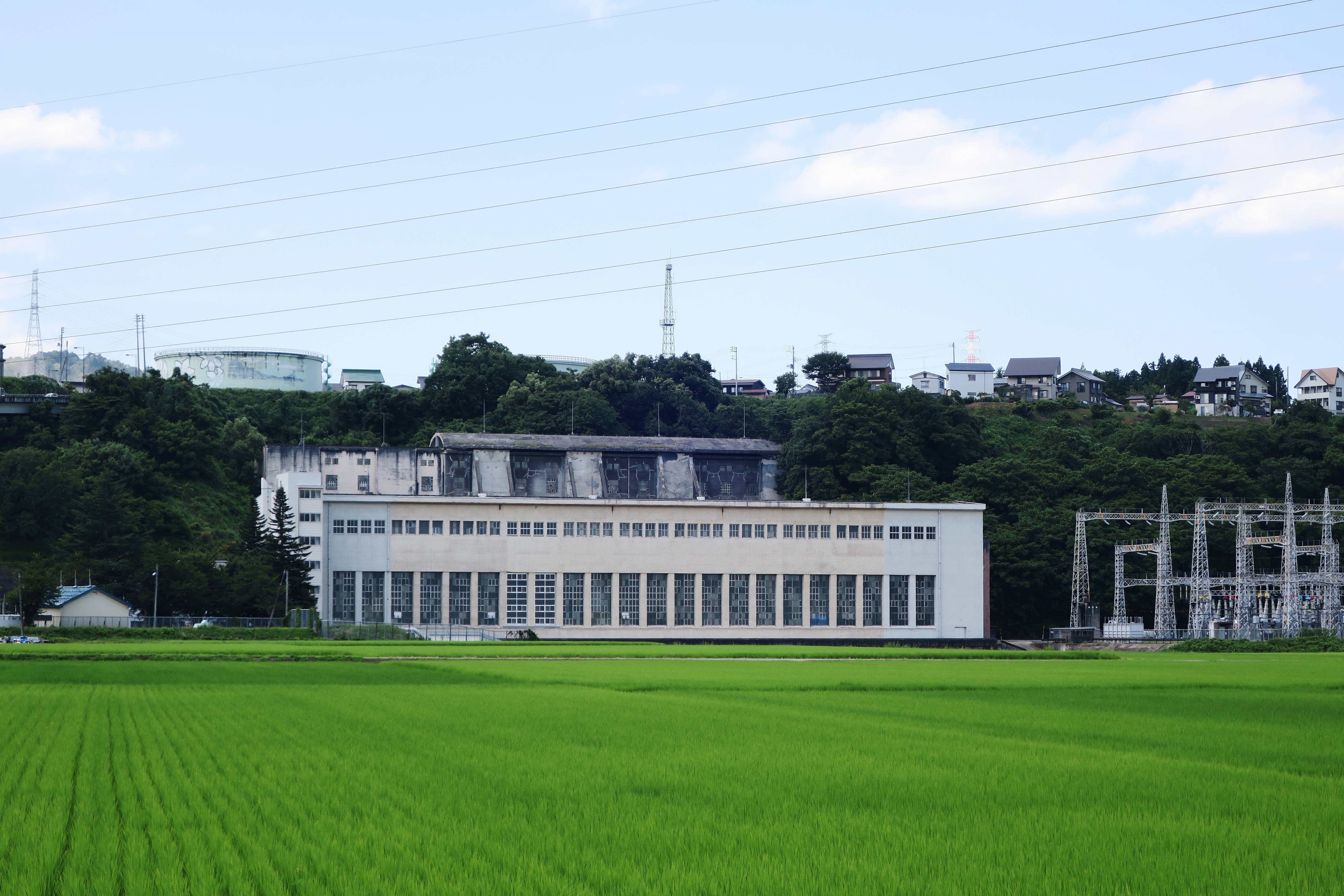
千住発電所
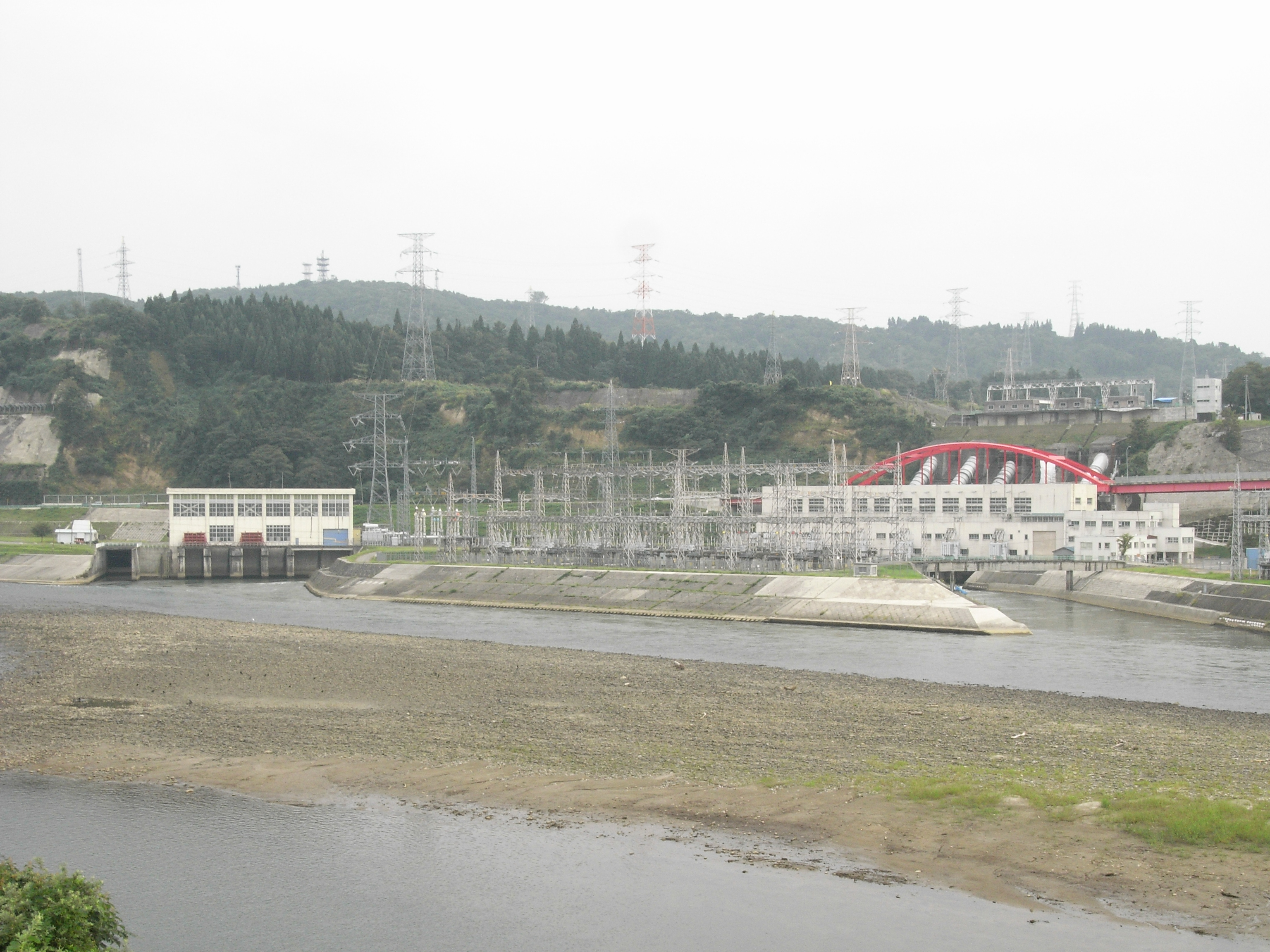
下流にある小千谷・新小千谷発電所。
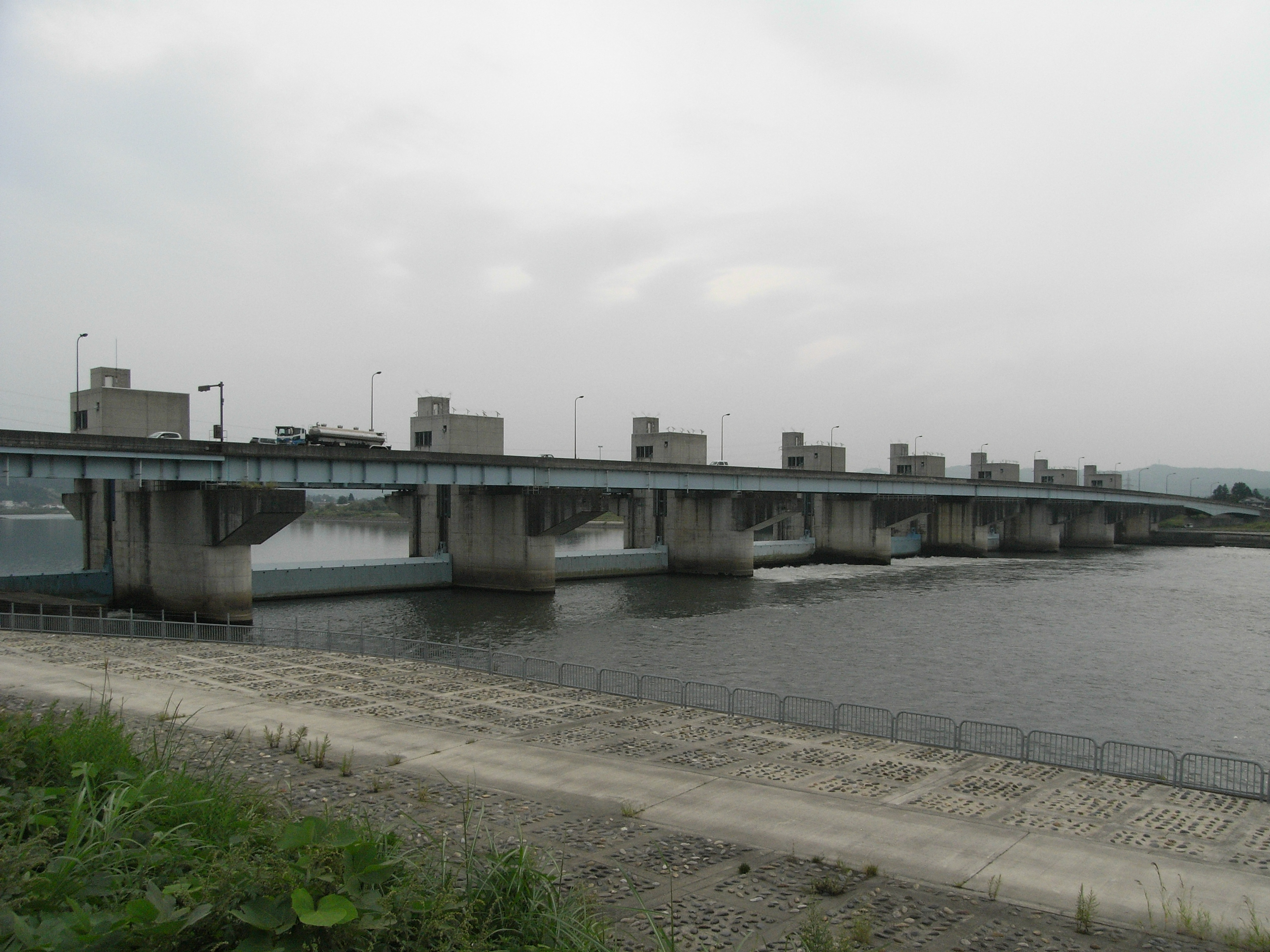
長岡市にある妙見堰。発電所から放流した水を逆調整する。

## 不祥事
国土交通省北陸地方整備局は2008年（平成20年）9月5日、JR東日本の発電取水量に不正行為（水利権の乱用）があったため、再発防止策の徹底を求めたが、超過取水量が極めて大きいことや、国交省が2007年（平成19年）に調査した際にJR東日本は、「適正に行っている」と回答していた点が重大な虚偽であったことを重くみて、2009年（平成21年）3月10日に水利権の取り消し処分を言い渡した。2010年（平成22年）には、取り消し前の水量を順守することを前提に取水禁止が解除されている。